# Krzesło inkwizytorskie

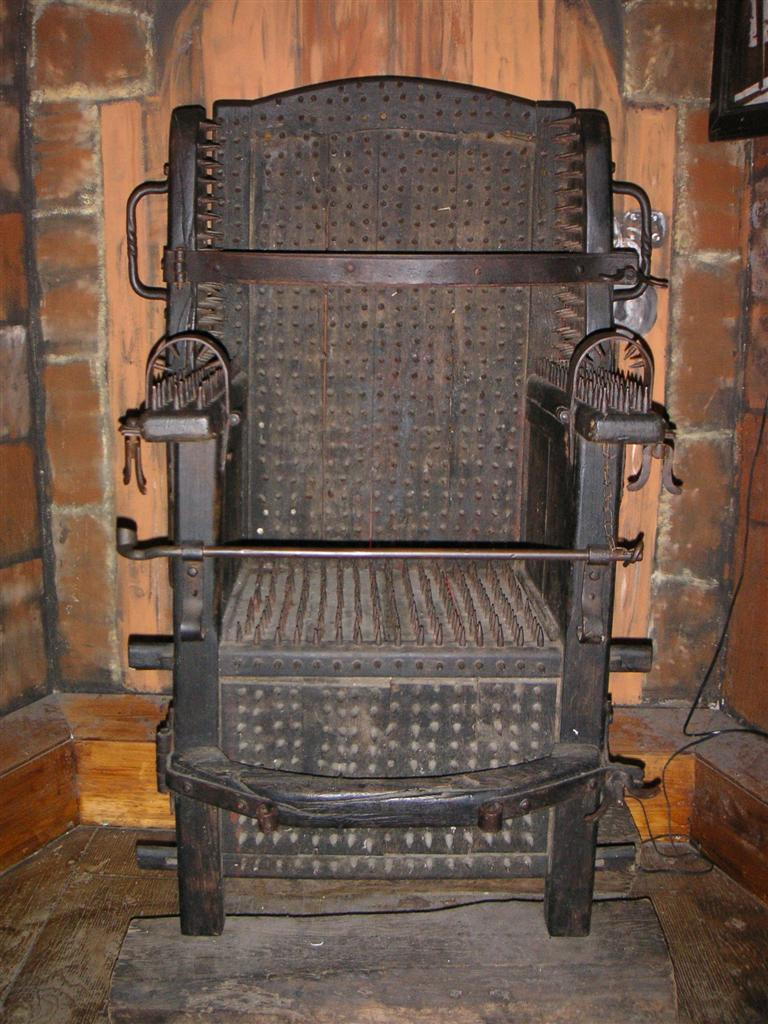

Krzesło inkwizytorskie – narzędzie tortur stosowane w Europie Środkowej, zwłaszcza w Norymberdze i Ratyzbonie, gdzie stosowano je do roku 1845 podczas regularnych przesłuchań sądowych.
Krzesło samo w sobie nie było groźnym narzędziem tortur. Sadzana na nim osoba odczuwała jedynie lekki dyskomfort. Ostro zakończone kolce umieszczone w gęstą sieć, przebijały ciało jedynie w miejscach nacisku uprzęży unieruchamiających jeńca, co choć bolesne, nie gwarantowało sukcesu. Dlatego też krzesło stosowano w połączeniu z innymi formami tortur. Na łonie kobiet dla dodatkowego obciążenia kładziono około 50-kilogramowy kamień. Torturę prowadzono przez wiele godzin. Kat zwiększał dodatkowo cierpienia osoby torturowanej chłoszcząc jej członki, szarpiąc ciało kleszczami, miażdżąc palce lub używając innych technik. Inną formą było wykorzystanie w torturach ognia. Pod krzesłem umieszczano palenisko. Ogień oddziaływał na stalowe siedzisko, w efekcie rozgrzane do wysokich temperatur kolce zagłębiały się w ciało oskarżonego, powodując niezwykle bolesne obrażenia.
Krzesła miały różne wymiary, kształty i odmiany.